# Harada Sayaka
Harada Sayaka (原田 彩楓 (Nguyên Điền Thải Phong)/ はらださやか sinh ngày 23 tháng 12, 1997) là một nữ diễn viên lồng tiếng người Nhật Bản. Cô xuất hiện trong loạt sê-ri anime Getsuyōbi no Tawawa, Urara Meirocho, Aho-Girl, UQ Holder! và The Idolmaster Cinderella Girls.

## Tiểu sử
Harada sinh ra tại Chiba, Nhật Bản. Cô không xem nhiều bộ anime hay manga, nhưng cô quyết định trở thành một diễn viên lồng tiếng.
Lần đầu tiên cô đóng vai chính trong một bộ anime với vai nhân vật Ai-chan trong loạt phim hoạt hình ngắn Getsuyōbi no Tawawa vào năm 2016. Vai diễn chính tiếp theo của cô là Chiya, nhân vật chính của bộ anime truyền hình năm 2017 Urara Meirocho. Harada đã thử vai cho vai diễn này, và được trao nó sau một số lần thu âm. Vai chính tiếp theo của cô là Miyu Mifune trong The Idolmaster Cinderella Girls, một vai diễn được cô làm lại từ trò chơi gốc. She also played the role of Sayaka Sumino in Aho-Girl, và đóng vai Shinobu Yūki trong bộ anime truyền hình UQ Holder!. Cô là một trong những thành viên trình bày ca khúc mở đầu và kết thúc của bộ phim. Vào ngày 31 tháng 7 năm 2019, có thông báo rằng cô rời Clare Voice để trở thành một freelancer.

## Lồng tiếng

### Anime truyền hình
| Năm  | Tiêu đề                                                    | Nhân vật              |
| ---- | ---------------------------------------------------------- | --------------------- |
| 2017 | Urara Meirocho                                             | Chiya                 |
| 2017 | The Idolmaster Cinderella Girls                            | Miyu Mifune           |
| 2017 | Aho-Girl                                                   | Sayaka Sumino         |
| 2017 | UQ Holder!                                                 | Shinobu Yūki          |
| 2017 | Land of the Lustrous                                       | Watermelon Tourmaline |
| 2018 | The Ryuo's Work is Never Done!                             | Mihane Takeuchi       |
| 2018 | Killing Bites                                              | Oshie Nodoguro        |
| 2018 | Last Period                                                | Mizaru                |
| 2018 | Planet With                                                | Nozomi Takamagahara   |
| 2018 | Yuuna and the Haunted Hot Springs                          | Chitose Nakai         |
| 2018 | Uchi no Maid ga Uzasugiru!                                 | Mimika Washizaki      |
| 2018 | Goblin Slayer                                              | Shoujo Fujutsushi     |
| 2018 | A Certain Magical Index III                                | Villain               |
| 2019 | Do You Love Your Mom and Her Two-Hit Multi-Target Attacks? | Porta                 |
| 2020 | Assault Lily Bouquet                                       | Kusumi Egawa          |
| 2020 | Iwa-Kakeru! Sport Climbing Girls                           | Kikuko Gotō           |
| 2021 | Diệt Slime suốt 300 năm, tôi level MAX lúc nào chẳng hay   | Halkara               |
| 2021 | Seirei Gensouki: Spirit Chronicles                         | Miharu Ayase          |

### OVA/ONA
- Chuyến tàu vào mỗi ngày thứ hai (2016), Ai
- A.I.C.O. -Hóa thân- (2018), Yuzuha Isazu
- Chuyến tàu vào mỗi ngày thứ hai mùa 2 (2021), Ai

### Video game
- Aidorumasutā Shinderera Gāruzu Sutāraito Sutēji (2015), Miyu Mifune
- Azur Lane (2017), Dunkerque, Haruna
- Blue Archive (2021), Okusora Ayane